# Dołno Kałaslari (gmina Wełes)
Dołno Kałaslari (mac. Долно Каласлари) – wieś w centralnej Macedonii Północnej, administracyjnie i terytorialnie należąca do gminy Wełes. Według stanu na 2002 rok jej liczebność wynosiła 446 mieszkańców.
Według danych ze spisu powszechnego przeprowadzonego w 2002 roku, wieś Dołno Kałaslari zamieszkiwało 446 osób deklarujących następującą narodowość:
- Macedończycy – 443 (99,33%)
- Serbowie – 1 (0,22%)
- Inni – 2 (0,45%)